# Philarète de Kiev
Pour les articles homonymes, voir Philarète.
 (février 2018).
Philarète ou Filaret de Kiev, né Mykhaïlo Antonovytch Denyssenko à Blahodatne, dans la région de Donetsk, est un évêque métropolite de Kiev de l’Église orthodoxe russe de 1966 à 1992, date à laquelle il crée le Patriarcat de Kiev, avec des évêques de l’Église orthodoxe autocéphale ukrainienne (1990-2018), et dont il devient le 3e primat en 1995. Il est anathématisé en 1997 par le Patriarcat de Moscou, mais en octobre 2018, le Patriarcat de Constantinople déclare nulle la sentence et l’accepte en pleine communion.

## Biographie
Le Philarète de Kiev fut métropolite de Kiev et de toute l'Ukraine au sein du patriarcat de Moscou. Après avoir perdu en 1990 l’élection à la tête de ce patriarcat face à Alexis II, il retourne en Ukraine. Puis, à la suite de la chute de l'Union soviétique et de l'indépendance de l'Ukraine, il fonde, en 1992, le patriarcat de Kiev. Il ne réussit toutefois pas à obtenir la reconnaissance canonique ni l’autocéphalie par le patriarcat de Moscou. En 1997, ce dernier le suspend même du sacerdoce, le défroque et l'excommunie, en raison de son refus de se soumettre aux décisions de l'Église et pour avoir violé les canons ecclésiastiques. Cette anathématisation est alors actée par le patriarcat de Constantinople.
En 2018, le patriarcat de Constantinople décide finalement de réintégrer le patriarche, dans le cadre de sa reconnaissance de l'autocéphalie de l'Église orthodoxe d'Ukraine, fusion de l'Église orthodoxe ukrainienne (patriarcat de Kiev) et de l'Église orthodoxe autocéphale ukrainienne. Cette décision qui ne fait pas l'unanimité parmi par les Églises canoniques, entraine un schisme dans le monde orthodoxe,,,,. Philarète de Kiev fait part de son souhait de diriger la nouvelle Église censée unifier les diverses paroisses orthodoxes de l’Ukraine. C’est finalement son vicaire Épiphane qui est élu par le concile de Kiev du 15 décembre 2018. Le 20 juin 2019, Philarète organise alors un synode local qui annule le projet d'intégration de son patriarcat dans la nouvelle Église orthodoxe d'Ukraine.